# Vesnivka, Kozova
Vesnivka (în ucraineană Веснівка) este un sat în comuna Denîsiv din raionul Kozova, regiunea Ternopil, Ucraina.

## Demografie
Componența lingvistică a localității Vesnivka
     Ucraineană (100%)
Conform recensământului din 2001, toată populația localității Vesnivka era vorbitoare de ucraineană (100%).